# Notolonia astragali
Notolonia astragali är en biart som beskrevs av Popov 1962. Notolonia astragali ingår i släktet Notolonia och familjen långtungebin. Inga underarter finns listade i Catalogue of Life.